# ヤナーチェク (小惑星)
ヤナーチェク (2073 Janacek) は小惑星帯に位置する小惑星である。1974年2月19日、チェコの天文学者ルボシュ・コホーテクがベルゲドルフのハンブルク天文台で発見した。
モラヴィア（現在のチェコ東部）出身の作曲家レオシュ・ヤナーチェクに因んで名付けられた。